# Кастулон
Кастулон — город в составе Карфагенской Испании, принадлежал к новокарфагенскому судебному округу. Располагался в Тарраконской Испании на границе Бетики, на правом берегу Бетиса (ныне территория Андалусии).
Во время Второй Пунической войны город перешёл на сторону Римской республики. В 214 г. до н. э. возле Кастулона римлянами была разбита карфагенская армия.
В Средние века город захватили арабы. В 1227 году в ходе Реконкисты стены Кастулона были разрушены, и вскоре после этого город обезлюдел.
Имилька, жена Ганнибала Барки, была родом из Кастулона.